# 大沢村 (栃木県)
大沢村（おおさわむら）は栃木県の北西部、河内郡に属していた村である。

## 地理
- 河川：大谷川、田川、赤堀川

## 歴史
- 1889年（明治22年）4月1日 - 町村制施行により、大沢宿、木和田島村、猪倉村、山口村、根室村、薄井沢村、大室村、水無村、森友村、荊沢村、針貝村が合併し河内郡大沢村が成立する。
- 1954年（昭和29年）11月1日 - 篠井村の一部（小林、塩野室、沓掛、嘉多蔵、沢又、矢野口）とともに今市市へ編入され消滅。

## 行政
- 大沢村長

| 代 | 氏名       | 就任                      | 退任                       | 備考                 |
| -- | ---------- | ------------------------- | -------------------------- | -------------------- |
| 1  | 関根友三郎 | 1889年（明治22年）8月     | 1893年（明治26年）1月      |                      |
| 2  | 高橋徳次   | 1893年（明治26年）1月     | 1897年（明治30年）3月      |                      |
| 3  | 高橋徳次   | 1897年（明治30年）12月    | 1901年（明治34年）10月     |                      |
| 4  | 斉藤清三郎 | 1901年（明治34年）12月    | 1905年（明治38年）5月      |                      |
| 5  | 加藤一二三 | 1905年（明治38年）8月     | 1905年（明治38年）11月     |                      |
| 6  | 福田竹吉   | 1906年（明治39年）10月    | 1910年（明治43年）10月     |                      |
| 7  | 斉藤良咲   | 1910年（明治43年）10月    | 1915年（大正4年）12月14日  |                      |
| 8  | 関根邦次郎 | 1916年（大正5年）1月13日  | 1920年（大正9年）7月5日    |                      |
| 9  | 斉藤儀一郎 | 1920年（大正9年）7月11日  | 1926年（大正15年）4月14日  |                      |
| 10 | 高橋福一郎 | 1926年（昭和15年）10月4日 | 1930年（昭和5年）10月3日   |                      |
| 11 | 鷹箸芳五郎 | 1930年（昭和5年）10月12日 | 1936年（昭和11年）2月      |                      |
| 12 | 斉藤儀一郎 | 1936年（昭和11年）3月9日  | 1940年（昭和15年）8月9日   |                      |
| 13 | 高橋福一郎 | 1940年（昭和15年）10月4日 | 1944年（昭和19年）6月5日   |                      |
| 14 | 関根矢太郎 | 1944年（昭和19年）6月5日  | 1946年（昭和21年）9月20日  |                      |
| 15 | 久賀政吉   | 1946年（昭和21年）9月21日 | 1947年（昭和22年）4月4日   | 村長代理、大沢村助役 |
| 16 | 狐塚源内   | 1947年（昭和22年）4月5日  | 1951年（昭和26年）4月4日   |                      |
| 17 | 池田惣一郎 | 1951年（昭和26年）5月8日  | 1954年（昭和29年）10月31日 |                      |

出典:『栃木県町村合併誌 第三巻上』, p. 216-217、『いまいち市史 通史編6』, p. 48,94,402